# Fitzsimmons Creek
Fitzsimmons Creek är ett vattendrag i Kanada.   Det ligger i provinsen British Columbia, i den sydvästra delen av landet, 3 500 km väster om huvudstaden Ottawa.
I omgivningarna runt Fitzsimmons Creek växer i huvudsak barrskog. Runt Fitzsimmons Creek är det ganska tätbefolkat, med 56 invånare per kvadratkilometer.